# هيلين يفبفر
هيلين يفبفر (بالفرنسية: Hélène Lefebvre)‏ هي مجدفة فرنسية، ولدت في 26 فبراير 1991 في الدائرة الرابعة عشرة في باريس في فرنسا.

## وصلات خارجية
- هيلين يفبفر على موقع الاتحاد الدولي للتجديف (الإنجليزية)
- هيلين يفبفر على موقع اللجنة الأولمبية الدولية (الإنجليزية)
- هيلين يفبفر على موقع أوليمبيديا (الإنجليزية)
- هيلين يفبفر على موقع اللجنة الأولمبية الفرنسية (مؤرشف) (الفرنسية)